# Едмон Льо Бьоф
Едмон Льо Бьоф (на френски: Edmond Le Bœuf) е маршал на Франция.

## Биография
Завършва Политехническото училище и училище в Мец, след което се отличава като артилерийски офицер в Алжир. Командва артилерийските части на 1-ви френски корпус при обсадата на Севастопол, а през 1854 г. е повишен в ранг бригаден генерал. Става дивизионен генерал през 1857 г.
В Италианската война през 1859 г. командва артилерията и с действията си допринася за постигането на победа при Солферино. През септември 1866 г. е изпратен във Венеция, за да я предаде на Виктор Емануел. През 1869 г., след смъртта на маршал Ниел, генерал Льо Бьоф става военен министър и си спечелва почести за реорганизацията на Военния щаб и цивилните департаменти за резервите. Става маршал през 1870 г.
При обявяването на Френско-пруската война маршал Льо Бьоф се записва в историята с паметните думи: „Толкова сме готови, че ако войната продължи 2 години, нито едно незакопчано копче няма да се намери.“ Внушението неминуемо се смята за чисто самохвалство, въпреки че сега се знае, че административното объркване на границата през юли 1870 г. е много по-малка от предполагаемата тогава. Льо Бьоф взема участие в кампанията Лоара първоначално като като майор-генерал на армията на Рейн, а след това, когато Франсоа Аший Базен става началник на щаба, командващ Трети корпус, който води битки в Мец. Той се откроява, когато е в битка, с лична смелост и добро ръководство. Затворен с Базен в Мец, той е затворник в Прусия след края на обсадата.
След обявяването на мир чрез Франкфуртския мирен договор се връща във Франция и участва в съдебния процес срещу Базен относно предаването на Мец. Льо Бьоф изобличава Базен. След това се оттегля и заживява спокоен живот в Шато дьо Монсел, в близост до Аржантан, където умира през 1888 г.
|  | Тази страница частично или изцяло представлява превод на страницата Edmond Le Bœuf в Уикипедия на английски. Оригиналният текст, както и този превод, са защитени от Лиценза „Криейтив Комънс – Признание – Споделяне на споделеното“, а за съдържание, създадено преди юни 2009 година – от Лиценза за свободна документация на ГНУ. Прегледайте историята на редакциите на оригиналната страница, както и на преводната страница, за да видите списъка на съавторите. ВАЖНО: Този шаблон се отнася единствено до авторските права върху съдържанието на статията. Добавянето му не отменя изискването да се посочват конкретни източници на твърденията, които да бъдат благонадеждни. |